# Bumerang (pel·lícula de 2001)
Bumerang (en serbi Бумеранг) és una pel·lícula de comèdia sèrbia de 2001. dirigit per Dragan Marinković amb un guió escrit per Filip David i Svetislav Basara. La pel·lícula va participar en festivals de cinema a Berlín, Karlovy Vary, Varsòvia, València, Toronto, Montreal, Quebec, Vancouver, São Paulo, Washington, Santa Bàrbara, Brussel·les, Cottbus, Minneapolis, San José i Turquia.

## Argument
A la cafeteria Boomerang, els destins vitals de diversos personatges inusuals s'entrellacen.
En el transcurs d'un dia neix l'amor, es produeix el matrimoni, es resol un assassinat misteriós, s'exploren noves oportunitats de negoci, neixen nens i fins i tot els morts tornen a la vida. Tots estan intentant viure les seves vides com poden.
Aquesta és una història on cap dels personatges té res a perdre. En ell hi ha la policia i els delinqüents, els traficants de cocaïna i els espectadors de cinema, els taxistes, els borratxos i les dones de cinquanta anys, però també molt més joves femme fatale. Realment es pot argumentar que els personatges d'aquesta història són els que veiem cada dia, els que coneixem. Viuen la seva vida, probablement no com volen, sinó com poden, a la xarxa d'aquest espai embruixat.

## Repartiment
- Lazar Ristovski - Bobby
- Dragan Jovanović - Toni
- Nebojša Glogovac - Mickey
- Milena Dravić - Senyora Jeftic
- Petar Božović - Inspector Trtović
- Nikola Simić - Aprcović
- Maja Sabljić - Stanislava
- Nikola Đuričko - Allau
- Paulina Manov - Olga
- Vojin Ćetković - Un criminal
- Zoran Cvijanović - L'home que perd el rellotge, el germà de l'Olga
- Danica Ristovski - Dona gitana
- Jovan Ristovski - Un borratxo

## Recompenses
- Vrnjačka Banja: Premi especial al guió[7]
- P remi a la millor banda sonora a la XXIII edició de la Mostra de València[8]